# 2023년 삼성 라이온즈 시즌
2023년 삼성 라이온즈 시즌은 삼성 라이온즈가 KBO 리그에 참가한 42번째 시즌이다. 지난 시즌 감독 대행을 맡았던 박진만이 정식 감독을 맡은 첫 시즌이며, 주장은 오재일이었다가 도중에 구자욱으로 교체되었고, 강민호가 한때 임시 주장을 맡기도 했다. 팀은 잦은 부상자 속출 등  악재가 겹친 것 탓인지 10팀 중 정규 시즌 8위에 그쳐 2년 연속으로 포스트시즌 진출에 실패했다.

## 타이틀
- 월드 베이스볼 클래식 국가대표: 정현욱(코치), 원태인
- 항저우 아시안 게임 금메달: 김성윤, 김지찬, 원태인
- 아시아 프로야구 챔피언십 은메달: 이진영(코치), 원태인, 김성윤
- KBO 골든글러브: 구자욱 (외야수)
- 조아제약 프로야구대상 면역칸 에스상: 원태인
- 웰컴톱랭킹 8월 타자 1위: 구자욱
- 올스타 선발: 구자욱 (외야수 1위), 피렐라 (외야수 2위)
- 올스타전 추천선수: 뷰캐넌, 강민호, 김현준
- 한국대학스포츠협의회 선정 대학야구 출신 올스타: 오승환 (마무리투수), 이만수 (포수)
- 한국대학스포츠협의회 선정 동의대학교 출신 올스타: 윤성환 (투수), 강준서 (지명타자)
- 한국대학스포츠협의회 선정 단국대학교 출신 올스타: 오승환 (투수), 김재걸 (2루수), 정병곤 (유격수)
- 9UP 프로야구 탑클래스 카드: 김시진, 박한이
- 타수: 피렐라 (557)
- 2루타: 구자욱 (37)
- 완투: 뷰캐넌 (1)
- 상대한 타자 수: 뷰캐넌 (784)
- 득점권타율: 구자욱 (0.395)
- 땅볼 유도: 뷰캐넌 (252)

### 퓨처스리그
- 리얼글러브 퓨처스리그: 양우현, 김상민, 최하늘
- 퓨처스 올스타: 장재혁, 김영웅, 양우현, 조민성
- 평균자책점: 최하늘 (2.45)

## 선수단
- 선발투수: 뷰캐넌, 원태인, 백정현, 수아레즈, 와이드너, 최채흥, 이재희, 황동재, 최하늘
- 구원투수: 이호성, 이승현, 김대우, 이재익, 문용익, 우규민, 홍원표, 이승현, 박권후, 박세웅, 최충연, 최지광, 허윤동, 노건우, 이상민, 장필준, 홍정우, 양창섭, 김태훈
- 마무리투수: 오승환, 김시현, 김서준
- 포수: 강민호, 김재성, 김태군, 김민수, 김도환, 이병헌
- 1루수: 오재일, 윤정빈, 이태훈, 공민규, 조민성
- 2루수: 김지찬, 김동진, 김재상, 안주형
- 유격수: 이재현
- 3루수: 이원석, 류지혁, 이해승, 김영웅, 김호재, 강한울
- 좌익수: 피렐라, 김헌곤, 김상민, 김태훈
- 중견수: 김현준, 강준서
- 우익수: 구자욱, 김성윤, 송준석, 이성규, 류승민
- 지명타자: 김동엽

## 여담
- 구자욱은 당시 KBO 리그 내 최고 연봉자였다.
- 백정현은 2015년 이후 KBO 시범경기 사상 최초로 통산 10피홈런을 기록했다.
- 우규민은 전반기 볼넷 허용 대비 탈삼진 19개로 2013년 이후 KBO 리그 단일 시즌 전반기 최다 기록을 세웠다.
- 뷰캐넌은 KBO 올스타전 사상 최초로 타석을 소화한 외국인 투수가 되었다. 또한 이 시즌을 끝으로 KBO 리그를 떠나 외국인 선수 최초로 통산 포스트시즌 타율 1.000을 달성했다.
- 오승환은 KBO 리그 사상 최초로 KBO 통산 400세이브를 달성했다.
- 피렐라는 상대 실책으로 16번 출루하여 2013년 이후 KBO 리그 역대 단일 시즌 최다 실책 출루 기록을 세웠다.
- 김현준은 우중간 타구 타율 0.089로 2013년 이후 규정 타석 충족 타자 중 단일 시즌 최고 기록을 세웠다.
- 임현준은 이 시즌을 끝으로 은퇴하여 KBO 리그 좌완 언더핸드/사이드암 투수 통산 최고 WAR(2.35) 기록을 세웠다.
- 이 시즌 팀은 상대전적 우세 구단이 없었다.(6팀 열세, 3팀 동률)

## 같이 보기
- 2024년 삼성 라이온즈 시즌